# Інтелектуальна темна мережа
Темна мережа інтелектуалів (ТМІ) (англ. intellectual dark web, IDW) — це неформальна група публічних коментаторів, яка виступає проти домінування політики ідентичності, політкоректності, партійної політики та культури скасування у вищій освіті й засобах масової інформації. Цей термін метафорично порівнює протиставлення загальноприйнятій думці із тим, що незаконно зустрічається у темній мережі. Термін запропонував Ерік Вайнштейн, а популяризовала його у редакційній статті 2018 року для The New York Times Барі Вайс.

## Визначення
Думки розходяться щодо природи ТМІ. Дехто описує її як ліву, а інші як ідеологічно різноманітну, але об'єднану проти первинних супротивників, що походять переважно з прогресистів, включаючи постмодернізм, постструктуралізм, марксизм та політичну коректність. Інтелектуали, яких зараховують до ТМІ, мають різні політичні чи релігійні погляди і можуть дискутувати між собою. Наприклад, серед кола таких діячів є атеїсти, християнські атеїсти та ортодоксальні віруючі. Однак їх об'єднує несприйняття обмеження свободи слови політикою толерантності.
Експерти американського видання Psychology Today характеризують її як «загалом стурбовану політичним трибалізмом і свободою слова», або як відмову від «загальноприйнятих припущень про те, що є істинним». Прогресистсько-ліберальний портал Salon назвав її політично консервативним рухом, об'єднаним більше неприйняттям американського лібералізму, ніж будь-якими спільними переконаннями. Журнал консервативного спрямування National Review стверджував, що, незважаючи на те, що мережа включає представників «усіх політичних переконань», ТМІ була об'єднана у певній консервативно схильній концепції несправедливості та нерівності.
У своїй книзі «Проти Інтернету: космополітична відповідь новим правим» автор і політичний оглядач Майкл Брукс перераховує визначальні ознаки цієї групи інтелектуалів: «відданість утвердженню капіталізму», «спільну одержимість кампусами і суперечками в соціальних мережах» та «інтенсивний інтерес до IQ та інших обґрунтувань системних нерівностей».

## Походження та використання
Директор американської фірми венчурного капіталу Ерік Вайнштейн заявив, що запровадив цей термін напівжартома.  Це сталося після того, як брат Вайнштейна, біолог Брет Вайнштейн, у 2017 році подав у відставку з посади професора біології в Державному коледжі Евергрін. Він звільнився у відповідь на протести проти його критики щодо події в університетському містечку, коли білих студентів попросили залишатися поза кампусом, на відміну від попередньої щорічної традиції добровільної відсутності чорношкірих студентів.
Вебсайт Big Think стверджує, що інші аналогічні суперечки, починаючи з 2014 року, також слід розглядати як попередники ТМІ. Сюди входять зокрема дебати між Семом Гаррісом та Беном Аффлеком на Real Time with Bill Maher у жовтні 2014 року, публікація Джеймсом Дамором "Ідеологічної ехо-камери Google" у серпні 2017 року та інтерв’ю Кеті Ньюман з Джорданом Петерсоном на каналі 4 News у січні 2018 року. Кожен зі вказаних випадків стосувався суперечливих тем, таких як ісламський екстремізм та політика різноманітності робочих місць.
Однак корінь проблеми криється ще у 2000-х. Так, Сем Гарріс вважав, що оскільки він критикував релігію як таку, то його противники — це, швидше за все, праві. Але у 2006-му він негативно висловився по відношенню до Талібану і одразу здобув ворогів у таборі лівих. Остаточно записати його до ТМІ дозволило негативне ставлення вченого до мультикультуралізму.
Цей термін набув популярності після публікації тодішньої редакторки Барі Вайса у "Нью-Йорк Таймс" у травні 2018 року під назвою "Зустрічайте відступників інтелектуальної темної павутини". Вайс охарактеризувала людей, яких вона назвала пов'язаними з темною мережею інтелектуалів, як "мислителів-іконоборців, академічних ренегатів та медіа-персон", котрі "були очищені від установ, що стають все більш ворожими до неортодоксальної думки", і які замість цього переходили до соціальних мереж, подкастів, публічних виступів та інших альтернативних місць поза "застарілими медіа". Вайс заявила, що "Темна мережа інтелектуалів" - це термін, придуманий напівжартома містером Вайнштейном".

## Сприйняття
Стаття Барі Вайс викликала низку критичних зауважень. Джона Голдберг, пишучи в National Review, сказав, що "лейбл трохи перевантажений", написавши, що він видався йому "маркетинговим ярликом - і не обов'язково хорошим: "...мені здається, ця ТМІ насправді не є власне інтелектуальним рухом. Це просто коаліція мислителів та журналістів, які випадково розділяють зневагу до зберігачів ліберальної ортодоксальності".
Генрі Фаррелл, пишучи в Vox, висловив сумнів у тому, що консерватора Бена Шапіро або нейролога Сема Гарріса, які обидва, за словами Вайс, належать до ТМІ, справді можна описати як замовчуваних або викинутих зі спільноти інтелектуалів.
Оглядач журналу "Нью-Йорк Таймс" і колега Вайс Пол Круґман вбачив іронію у заяві про  інтелектуальний гніт з боку мейнстріму у "Таймс" - одній з найвидатніших газет країни. Девід А. Френч стверджував, що багато критиків втрачали суть, натомість мимоволі підтверджуючи "необхідність руху інтелектуальних вільнодумців".
У 2019 році дослідження UFMG виявило закономірність міграції глядачів, які коментують відео YouTube - від коментування роликів, пов'язаних з ТМІ та alt-lite, до коментування більш правих та/або альт-правих відео. У ході дослідження було розглянуто понад 331 000 відеороликів, які алгоритм класифікував як праві, проаналізовано 79 мільйонів коментарів на YouTube і виявлено групу, яка перейшла з каналів ТМІ на канали альт-лайту, а потім на канали альт-правих. Суб'єкти, які залишали коментарі на каналі ТМІ, частіше закінчували навчання через кілька років, залишаючи значно більше коментарів на каналах альт-правих, ніж контрольна група. Автори дослідження заявили, що вони не мають намір "вказувати пальцем", але хочуть привернути увагу до ефектів рекомендаційного алгоритму YouTube, назвавши його "процесом, який майже повністю керується алгоритмом".
Щоб залучити критичну масу послідовників використовувався сучасний медіаландшафт, насичений блогами, подкастами, YouTube-каналами. Біла націонал-пропаганда проходила під виглядом патріотизму, західного шовінізму, науки і традицій. Наприклад, антидемократичний рух "Темна просвіта", також відомий як "Неореакція", стало для багатьох його прихильників кроком до гітлеризму. Все це побудовано за принципом алгоритму YouTube, який після перегляду одного відео запускає інше, часто з більш екстремальним змістом.

## Пов'язані персони
Барі Вайс називає інтелектуалів, пов'язаних з темною мережею:
- Аяан Гірсі Алі
- Джонатан Гайдт[en]
- Сем Гарріс
- Гізер Гейнінг
- Клер Леман
- Дуглас Мюррей
- Мааджид Наваз
- Джордан Пітерсон
- Стівен Пінкер
- Джо Роґан
- Дейв Рубін
- Бен Шапіро
- Ліндсі Шеперд
- Майкл Шермер
- Дебра В. Сог
- Крістіна Гофф Соммерс
- Брет Вайнштейн
- Ерік Вайнштейн

Нік Форізос з журналу Ozy описує ТМІ як «зростаючу школи думки, яка включає в себе переважно лівих професорів, вчених мужів і мислителів, об'єднаних в своїй критиці сучасного руху соціальної справедливості, як авторитарного і нелогічного».
The Guardian схарактеризувала ТМІ як дивних соратників, які, тим не менш, становили «передбачуване мисляче крило альт-правих», не дивлячись на те, що багато пов'язаних осіб неодноразово висловлювали презирство до альт-правих, в тому числі Бен Шапіро, який часто є мішенню антисемітизму з боку альт-правих, але аргументи яких часто включають точку зору, що саме культурні відмінності, а не системний расизм викликають нерівність у добробуті та інших умовах в Сполучених Штатах.
Критика ТМІ виходила в першу чергу зліва, а підтримка - справа. Оглядач Los Angeles Review of Books Джейкоб Гамбургер зазначає, що хоча ті, хто пов'язаний з ТМІ, в першу чергу критикують ліві політичні сили, «одні стверджують, що схиляються вліво, інші - вправо». ВІн вважає, що інтелектуали різних політичних поглядів об'єдналися проти «головних ворогів», переважно лівих, включаючи постмодернізм, постструктуралізм, марксизм і політкоректність в цілому, а також об'єднання проти «неофашистських альтернативних правих». Крім того, члени ТМІ регулярно виступають проти політики ідентичності, будь то прогресивні ліві або альтернативні праві.
Характеристика того, що це група альт-правих (наприклад, в The Guardian) була відкинута членами ТМІ. Урі Харріс написав на Quillette, сайті, заснованому Клер Леманн і описаному Politico як «неофіційний дайджест» ТМІ, що більшість таких представників ТМІ, як Сем Гарріс і Деніел Місслер, схиляються вліво, попри те, що видатні консерватори також вважаються її представниками.
Що стосується організації ТМІ, Деніел В. Дрезнер зауважив, що вона по суті не має лідера і може бути індивідуально зобов'язана своїй аудиторії, нездатною просувати погоджений порядок денний. Деякі письменники, в тому числі Кеті Янг, висловили сумнів у тому, чи належать вони до інтелектуальної темної мережі. Зі свого боку, історик медицини і науки Еліс Дрегер висловила здивування, дізнавшись, що її було віднесено до представників ТМІ. Після того, як її запросили бути представленою у статті New York Times, вона заявила, що «гадки не має, хто складає половину людей в цій особливій мережі". "Я не дуже добре знала тих небагатьох інтелектуалів з даркнета, яких зустрічала. Чи можу я стати частиною потужного інтелектуального союзу, якщо я навіть не знала цих людей?".
Сем Гарріс, в листопаді 2020 року заявив, що хоче здати своє «уявне членство» у темній мережі інтелектуалів, тому що деякі члени групи виглядають "божевільними». До такого кроку його підштовхнуло те, що деякі невстановлені члени групи розповсюдили принцип благодійності на заяви президента Трампа про те, що президентські вибори в США в 2020 році були вкрадені через масове шахрайство.

### Провокації
Чорношкіра консерваторка Кендес Овенс прославилася відео "Як уникнути демократичної плантації" і "Ліві думають, що чорні люди дурні". Вона говорить від імені чорношкірих, які не вважають себе расово дискримінованими. Ці люди не відчувають себе жертвами і хочуть, щоб їх сприймали індивідуально, а не як представника тієї чи іншої групи. Білих, які дотримуються лівих поглядів, вони звинувачують в тому, що ті називають чорношкірих жертвами з єдиною метою: стати активістами й дістати монопольне право виступати від імені представників інших рас.
Для консервативних ЗМІ це привід заявити про те, що їхня ідеологія ніяк не пов'язана з расизмом. Ліберальні медіа намагаються ігнорувати чорношкірих опонентів і тих, чиї погляди на расові проблеми відрізняються від лівиці.
Овенс отримала підтримку ще одного знаменитого афроамериканця Каньє Уеста. Пані Оуенс — пристрасна прихильниця Трампа. Представники Темної мережі інтелектуалів зустрічалися з нею, але багато шанувальників ТМІ проти включення до співтовариства явних провокаторів, адже "темну мережу" цікавить пошук істини, а не тролінг.

### Межі і членство у ТМІ
Якщо одні намагаються виключити учасників ТМІ зі своїх лав, то інші, навпаки, — перетворити на прихильників. Деякі з них встигли засвітитися в іншому одіозному товаристві. Наприклад, популярний альт-правий контент TRS (The Right Stuff) Forum, як і Темна мережа, позиціював себе платформою для людей із різних субкультур. Створив його Майк "Енох" Пейновіч в 2012 р. Його авторству приписують антисемітський мем (((echo))) — онлайн-стигма для євреїв.
Неоднорідність членів ТМІ створювала сприятливе середовище для поповнення рядів представниками широкого політичного спектру: альт-правими, білими націоналістами, альт-лайтами, лібертаріанцями, активістами з захисту прав чоловіків і групами тих, хто не піддається класифікації.
Стефан Моліна — той, хто просуває на YouTube "науковий расизм", але при цьому цілком вписується в середовище ТМІ. Серед цих людей згадується і Сем Гарріс, який намагався навести статистичні дані по біженцях, але був звинувачений в ксенофобії. У 2017 р. Гарріс заявив, що, коли країна наповнюється мусульманськими іммігрантами, "ви, за визначенням, імпортуєте певний — нехай і маленький — відсоток радикалізованих людей". Крім того, Сем Гарріс часто критикує іслам за поводження з геями та жінками.